# Eine Nacht im Séparée
Eine Nacht im Séparée ist ein 1949 entstandenes deutsches Filmlustspiel von Hans Deppe nach einer Vorlage von Arnold und Bach (dem Schwank Der wahre Jakob). Die Hauptrollen spielen Kurt Seifert, Olga Tschechowa, Sonja Ziemann, Paul Hörbiger und Georg Thomalla.

## Handlung
Berlin zur Kaiserzeit, im Jahre 1910. Heinrich Pogge ist ein ebenso braver Ehemann wie ein sittenstrenger Stadtrat und Hoflieferant Wilhelms II. Als solcher ist er nach außen hin stets auf die gesellschaftliche Moral bedacht und beschließt daher eines Tages, mit einem musischen Buchhändler in die Großstadt zu reisen, um an einem Kongress für Sitte und Moral teilzunehmen. Prompt werden vor Ort die Verlockungen derart groß, dass die beiden Männer in Versuchungen geraten, „sittliche Verfehlungen“ zu begehen. Eine der „Abwege“ führt die beiden Möchtegern-Ehrenmänner schnurstracks in die Arme einer verführerischen Nachtclubtänzerin, die die beiden verklemmten Spießer ordentlich an der Nase herumführt. 
Herr Pogge gerät jedoch erst in größte Bedrängnis, als seine treusorgende Gattin Vera, die ihrem Ehemann ganz offensichtlich nicht so recht über den Weg traut und nicht zu Unrecht unterstellt, er könne den nächtlichen Verlockungen der Großstadt rasch unterliegen, ihm nachreist und in einer höchst verfänglichen Situation vor Ort auftaucht. Damit kann das „Allerschlimmste“ verhütet werden, und die beiden Männer treten, ehe sie endgültig der Versuchung und damit ihrer eigenen Lüsternheit erliegen, schließlich um eine Erfahrung reicher wieder den Heimweg an.

## Produktionsnotizen
Eine Nacht im Séparée entstand 1949 im Filmatelier von Berlin-Tempelhof, passierte am 3. Januar 1950 die Zensur und wurde am 10. Februar 1950 in Köln uraufgeführt. Die Berliner Premiere war 14 Tage später.
Produzent Kurt Ulrich übernahm auch die Herstellungsleitung, Ludwig Waldleitner die Produktionsleitung und Heinz Willeg die Aufnahmeleitung. Gabriel Pellon schuf die Filmbauten. Curth Flatow schrieb die Liedtexte.
Der in die Emigration getriebene berühmte Vorkriegstheatermusiker Rudolf Nelson kehrte für diesen Film nach Deutschland zurück.

## Kritiken
In Curt Riess’ Das gibt’s nur einmal ist zu lesen: „Nicht nur die Darsteller sind alt und bewährt – auch der Stoff ist es. Er stammt zwar aus der Zeit vor dem ersten Weltkrieg … aber es zeigt sich wieder einmal … daß die Leute gern über Witze lachen, über die schon ihre Großeltern gelacht haben. Das alles hat mit Filmkunst nicht das geringste zu tun …“.
Im Lexikon des Internationalen Films heißt es kurz: „Anspruchslose Nachkriegskomödie.“